# Robert Dowhan
Robert Dowhan (ur. 14 lipca 1967 w Lubsku) – polski przedsiębiorca, polityk, działacz sportowy i samorządowiec, były prezes klubu żużlowego Falubaz Zielona Góra, senator VIII, IX i X kadencji, poseł na Sejm X kadencji.

## Życiorys
Ukończył studia na Zamiejscowym Wydziale Kultury Fizycznej w Gorzowie Wielkopolskim poznańskiej AWF. Zajął się prowadzeniem działalności gospodarczej w branży handlowej, jego przedsiębiorstwo przekształcone zostało w sieć około dziesięciu hurtowni.
Był członkiem zarządu klubu żużlowego ZKŻ Zielona Góra w okresie pełnienia funkcji prezesa przez Roberta Smolenia. W 2003 stanął na czele tego klubu (po przekształceniu organizacyjnym jako prezes zarządu sportowej spółki akcyjnej). W okresie jego prezesury ZKŻ Zielona Góra zdobył w drużynowych mistrzostwach Polski medale: dwa złote (2009 i 2011), srebrny (2010) i brązowy (2008). W lutym 2011 zrezygnował z zajmowanego stanowiska, jednak w marcu tego samego roku zadeklarował pozostanie na tej funkcji.
W wyborach w 2006 z listy Platformy Obywatelskiej uzyskał mandat radnego Zielonej Góry. W 2010 ponownie wszedł do rady miejskiej.
W wyborach parlamentarnych w 2011 uzyskał mandat senatora w okręgu wyborczym nr 22, uzyskując 43 822 głosów (46,34%). W 2015 został ponownie wybrany do Senatu, otrzymując 39 008 głosów. W wyborach w 2019 z powodzeniem ubiegał się o senacką reelekcję (dostał 97 398 głosów w okręgu nr 20). W 2023 kandydował natomiast do Sejmu z ramienia Koalicji Obywatelskiej w okręgu lubuskim. Uzyskał mandat posła X kadencji, zdobywając 14 761 głosów. W 2024 z ramienia KO bez powodzenia startował w wyborach do Parlamentu Europejskiego z okręgu nr 13 (otrzymał 3226 głosów).

## Wyniki w wyborach ogólnopolskich
| Wybory | Komitet wyborczy                | Komitet wyborczy      | Organ               | Okręg          | Wynik           |
| ------ | ------------------------------- | --------------------- | ------------------- | -------------- | --------------- |
| 2011   |                                 | Platforma Obywatelska | Senat VIII kadencji | nr 22          | 43 822 (46,34%) |
| 2015   | Senat IX kadencji               | Platforma Obywatelska | 39 008 (40,97%)     | nr 22          |                 |
| 2019   |                                 | Koalicja Obywatelska  | Senat X kadencji    | nr 20          | 97 398 (66,43%) |
| 2023   | Sejm X kadencji                 | Koalicja Obywatelska  | nr 8                | 14 761 (2,85%) |                 |
| 2024   | Parlament Europejski X kadencji | Koalicja Obywatelska  | nr 13               | 3226 (0,42%)   |                 |